# Kammerlader
O Kammerlader (ou "carregador de câmara", foi o primeiro fuzil por retrocarga norueguês e um dos primeiros fuzis por retrocarga adotados para uso por uma força armada em qualquer lugar do mundo. Um fuzil que usava cartuchos de pólvora negra e de tiro único, o Kammerlader era operado com uma alavanca montada na lateral do receptor. Isso tornou o carregamento muito mais rápido e fácil do que as armas usadas anteriormente. Os Kammerladers rapidamente ganharam reputação de rifles rápidos e precisos, e tiveram desempenho mortal contra numerosas fileiras de infantaria.
O Kammerlader foi projetado para usar cartuchos de papel - uma quantidade pré-definida de pólvora e uma bala de chumbo embrulhada em papel - para acelerar e simplificar o carregamento da arma. Nos primeiros dias do fuzil, a maioria das unidades de infantaria usava balas redondas em suas armas, mas em 1855 foi decidido que todas as unidades deveriam usar uma bala cônica, uma vez que isso dava melhor precisão.

## Variantes
- Exército norueguês:
  - M1842
  - M1846
  - M1846/55
  - M1849
  - M1849/55
  - M1859
  - M1860 Long
  - M1860/67 Long
  - M1860 Short
  - M1860/67 Short
  - M1862 Artillery carbine
  - M1862/66 Artillery carbine

- Marinha real norueguesa:
  - M1845
  - M1849
  - M1852
  - M1852/67
  - M1855
  - M1855/67
  - M1857
  - M1857/67
  - M1860
  - M1860/67

- Marinha sueca:
  - M1851

- Vários modelos civis